# Huang Qifan

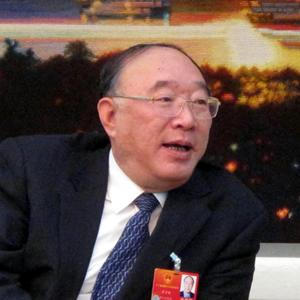
Huang Qifan, 2012

Huang Qifan (chinesisch 黃奇颿 / 黄奇帆, Pinyin Huáng Qífān; * Mai 1952 in Zhuji) ist ein chinesischer Politiker, der am besten für seine Amtszeit als Bürgermeister von Chongqing, einer der vier direkt kontrollierten Gemeinden Chinas, zwischen 2010 und 2016 bekannt ist. Huang begann seine politische Karriere in Shanghai und wurde 2001 als stellvertretender Bürgermeister nach Chongqing versetzt, bevor er 2010 zum Bürgermeister befördert wurde.

## Karriere
Huang wurde in Zhuji, Provinz Zhejiang, geboren. Während der Kulturrevolution arbeitete er in einer Koksfabrik. Er trat 1976 der Kommunistischen Partei Chinas bei. Seine politische Karriere begann 1993 in Shanghais Pudong New Area. Zwischen 1994 und 1995 war Huang Direktor des Politikforschungsbüros der Organisation der Kommunistischen Partei in Shanghai. Zwischen 1995 und 2001 war Huang stellvertretender Generalsekretär der Stadtverwaltung von Shanghai. Zwischen 1998 und 1999 nahm Huang einen einjährigen Aufenthalt in seiner Executive MBA an der China Europe International Business School (CEIBS) in Shanghai an.
Huang wurde 2001 in Chongqing zur Arbeit versetzt, einige Jahre nachdem die Stadt in den Status der Stadt in das von Shanghai erhoben wurde. Er war von 2001 bis 2009 stellvertretender Bürgermeister der Stadt und saß im Ständigen Ausschuss der Kommunistischen Partei in Chongqing. Huang ist insofern einzigartig, als er unter vier Chongqing-Parteisekretären He Guoqiang, Wang Yang, Bo Xilai und Zhang Dejiang diente, jeder mit ihrer einzigartigen Politik und politischen Überzeugungen, und die alle zu prominenten Politikern auf nationaler Ebene wurden. Huang gilt daher als "politischer Überlebender" und wurde als "der" als "er 四朝元老diente vier Kaisern" bezeichnet.
Huang galt als wichtiger politischer Verbündeter von Bo Xilai, der nach dem Vorfall von Wang Lijun im Februar 2012 abrupt in Ungnade fiel. Viele glauben, dass Huangs politische Karriere aufgrund seiner Verbindung mit Bo und der Ernennung von Zhang Dejiang zum Parteisekretär für Chongqing nach Bos Entlassung im März 2012 zu Ende gegangen sei. Während einer im Fernsehen übertragenen Regierungssitzung drückte Huang seine Unterstützung für Zhang aus. Er wurde 2012 in das 18. Zentralkomitee der Kommunistischen Partei Chinas gewählt und im Januar 2013 wiedergewählt.
Huang verließ seinen Posten als Bürgermeister der Stadt Chongqing am 29. Dezember 2016; er wurde dann stellvertretender Vorsitzender des Nationalen Ausschusses des Volkskongresses für Finanz- und Wirtschaftsangelegenheiten. Er ist auch Berater des China Finance 40 Forum (CF40).
Huang hat seinen Widerstand gegen das Hukou-System erklärt, das seiner Meinung nach die Wettbewerbsfähigkeit älterer chinesischer Arbeiter unnötig verringert.